# Могильовський єзуїтський колегіум
Могильовський єзуїтський колегіум (біл. Магілёўскі езуіцкі калегіум) — навчальний заклад Товариства Ісуса, який діяв у Могильові.

## Єзуїти у Могильові
Засновником могильовської резиденції Товариства Ісуса був настоятель місцевої парафії Ян Зданович (1673). Рішення про відкриття було ухвалено Оршанським повітовим сеймом (1678 р.). Резиденція, підпорядкована Оршанському колегіуму єзуїтів, розпочала свою діяльність у 1680 р. У 1684 р. для неї було збудовано цегляну каплицю, названу на честь св. Франциска Ксав'єра та Янгелів-охоронців. У 1687 р. збудовано дерев'яну церкву, спалену козаками під час Великої Північної війни (1709). У 1725 р. був закладений мурований костел Св. Ангелів-Охоронців, Св. Тадея та Св. Франциска Ксав'єра, будівництво якого відбувалося з перервами з 1699 року.
Місії єзуїтів у Гомелі, Фащеві, Халчі, Чечерську та ін. були підпорядковані могилівській резиденції. У різні часи резиденціям та колегіумам належали маєтки Біляничі, Варатиничі, Галинець, Добрасневичі, Дубінські, Кути, Параївка, Павлівка, Турець, Цеплоє, Хронев, Ямни та інші.
За словами С. Заленського та Л. Гжебня, у 1682 р. при резиденції була відкрита початкова школа. Але білоруський дослідник Т. Б. Блінов на основі єзуїтських каталогів робить висновок, що з початку своєї діяльності в 1690/1691 навчальному році школа була середньою, тобто крім класів інфими, граматики та синтаксису існували класи поетики та риторики. Першими її вчителями були Себастьян Яхович (інфима, граматика та синтаксис) та Міхал Петрович (поетика та риторика). З другої половини 20-х рр. і до початку 70-х рр. XVIII ст школа вже мала трьох вчителів. Один з них відповідав за клас інфими, другий — граматику та синтаксис, а третій — поетику і риторику. У 1751/1752 навчальному році розпочали викладати історію. У 30-ті рр. XVIII ст школа отримала власну цегляну будівлю. Вона мала власну бібліотеку, музей та аптеку (до 1720 р.). У 1820 р. колегія була закрита через вигнання єзуїтів з Російської імперії, а церква в 1833 р. була перетворена на православну церкву.

## Діяльність колегіума
Події початку 70-х років. XVIII ст суттєво вплинули на подальший розвиток єзуїтського місця в Могильові. По-перше, після першого поділу Речі Посполитої (1772 р.) місто увійшло до складу Російської імперії. По-друге, у 1773 році Папа Климент XIV видав буллу Dominus ac Redemptor про скасування Товариства Ісуса. Імператриця Катерина II з політичних причин заборонила оголошувати папський орден, і тому єзуїтам було надано можливість продовжувати діяльність у своїх володіннях.
Чотири колегії (у Полоцьку, Дінабурзі, Вітебську та Орші), дві резиденції (у Могильові та Мстиславлі) та ряд місій Товариства Ісуса стали центром зацікавленості для колишніх єзуїтів з усього світу та за сприяння російської влади отримали значний поштовх. Так, у 1779 р. резиденція в Могильові зусиллями єпископа Станіслава Богуша-Сестранцевича отримала статус колегіума. Наприкінці 80-х — початку 90-х рр. XVIII ст. під керівництвом Андрія Жабровського (1787–1788), Войцеха Абрампальського (1788–1790) та Казимира Островського (1790–1791) комплекс будівель колегіуму значно розширився.

### Школа
Єзуїтська школа в Могильові мала шість класів. Більше того, у ній вивчали не лише математику та філософію, але навіть архітектуру (1802 р. її викладав, наприклад, професор Ю. Пшисецький), природознавство, експериментальну фізику, німецьку, французьку та російську мови.
Важливо зауважити, що, хоча іноземні мови не викладалися в резидентській школі, в єзуїтському каталозі 1783 р. зазначено, що німецьку мову викладали в класі інфіми, французьку в класі синтаксису, а німецьку — в класі риторики і французької мови. З 1790 р. лекції з французької мови та архітектури також відвідували клірики єпархіальної духовної семінарії.
У 1796 р. в школі навчалося 106 учнів, у 1802 р. — 126, у 1805 р. — 154, у 1806 р. — 94, у 1807 р. — 108 (причому 11 з них були уніатами та 6 — міщанами), 1808 р. — 102, у 1809 р. — 100, а в 1811 р. —130. Цікаву інформацію про школу могилівських єзуїтів надає відвідувач В. Севергін, який відвідував її 17-25 червня 1803 р. Так, у першому класі навчалися 56 осіб від 7 до 15 років. Цей клас був поділений на три частини. Деякі студенти пробули в ньому чотири роки, а деякі — лише півроку. Поспішність у цьому класі відвідувача позитивно оцінила .

### Школа-інтернат
Десь у 1784 р. ри колегіумі почала діяти школа-інтернат (пансіонат). З 1788 р. він розміщувався у перебудованому зерносховищі. У 1784 р. в школі-інтернаті було 14 учнів, у 1788 р. — 10, у 1796 р. — 18, у 1802 р. — 28, а в 1807 р. — 17 учнів. .

### Музична бурса і шкільний театр
З моменту заснування (1684) бурса мала власний бюджет. У 1796 та 1802 рр. у ньому було 16 хлопців, у 1807 р. — 14, у 1817 р. — 23, а у 1818 р. — 20. Бажаючи мати добру бурсу (це означало підтримання належного рівня богослужіння), могилівські єзуїти не рахувалися з витратами. Викладачам музики Вінценту Чаховському та Вінценту Хадкевичу платили відповідно 150 та 60 рублів на рік. Крім того, вони були на повному пансіоні. З кінця XVII ст. у Могильові діяв і шкільний театр.

### Бібліотека
Тривалий час бібліотека могилівської резиденції єзуїтів розвивалася повільно, головним чином будучи залежною від пожертв благодійників. Наприклад, цінну книжкову колекцію залишив їй Петро Пузина, колишній начальник місцевої резиденції (1705–1709). У 1773 р. бібліотека, врятована від пожежі 1748 р., вже мала близько 1000 томів. За час існування Колегіуму, бібліотека збільшилися у п'ять разів і у рік закриття колегіуму в бібліотеці було близько 5000 томів. Основні чинники цього інтенсивного зростання: приїзд в Білорусь єзуїтів Західної Європи та діяльність полоцької друкарні.

### Музей
Близько 1780 р. в школі єзуїтів відкрили музей. Там були колекції мінералів і раковин, метеликів, монет і медалей, машин, пристроїв, мікроскопів і глобусів, моделей та архітектурних моделей та малюнків. За словами Т. Б. Блінова, значна частина цього обладнання була знищена під час війни 1812 р. Однак єзуїти щедро фінансували як його відновлення, так і правильне використання. Наприклад, у 1816 р. колегіум витратив 70 рублів на придбання хімічних речовин, а в 1818 р. на проведення шкільних експериментів з фізики та нагородження успішних студентів — 220 рублів.

## Визначні постаті колегіума

### Ректори
- Геранім Віхерт (1779—1786; у 1772—1779 — начальник резиденції)
- Каетан Герик (1786—1793)
- Антоній Люстиг (1793—1802)
- Якуб Рогалінський (1802—1803)
- Вінкентій Тиванкевич (1803—1806)
- Юзеф Мікуловський (1806—1810)
- Ян Любсевич (1810—1813)
- Антоній Корсак (1813—1819)
- Дезидерій Ришардо (1819—1820)

### Викладачі
- Францишек Дзеружинський, професор та секретар Полоцької єзуїтської академії; настоятель місії єзуїтів Північної Америки, провінціал штату Меріленд, віце-президент Джорджтаунського університету (США)
- Антоній Люстиг, помічник генерального вікарія Товариства Ісуса, провінціал Білоруської провінції Товариства Ісуса, перший ректор Полоцької єзуїтської академії
- Міхал Лясневський, декан факультету філософії та ліберальних наук, секретар Полоцької єзуїтської академії
- Норберт Корсак, професор коледжу Стоунхерст (Велика Британія)
- Юзеф Маральовський, поет; ректор єзуїтських колегій у Тинці, Новому Сончі та Старій Весі
- Станіслав Свєнтоховський, провінція Білоруської провінції Товариства Ісуса, провінціал Галицької провінції Товариства Ісуса
- Юзеф Цитович, головний редактор Полоцького місячника, ректор Тернопільської єзуїтської колегії

### Випускники
- Міхал Валицький, авантюрист, підприємець та меценат (навчався у школі при резиденції)
- Михайло Лапа, підпоручник лейб-гвардії Ізмайловського полку, декабрист
- Едвард Масальський, польський письменник і публіцист